# Mindu (Tunduru)
Mindu ist ein Verwaltungsbezirk (Ward) des Distrikts Tunduru in der tansanischen Region Ruvuma.

## Geografie
Mindu liegt im Süden von Tansania etwa 50 Kilometer Luftlinie nordöstlich der Distrikthauptstadt Tunduru. Der Bezirk grenzt im Nordwesten an Majimaji, im Nordosten an Ngapa, im Osten an Tinginya, im Süden an Nakapanya und im Westen an Namiungo. Bei der Volkszählung 2022 lebten 5752 Menschen in 1654 Haushalten auf einer Fläche von 489 Quadratkilometern.

## Gliederung
Der Bezirk besteht aus drei Gemeinden (Mtaa) mit 16 Orten (Kitongoji):
| Mindu - Mission A - Mission B - Mkumbe - Mpandani | Liwangula - Misufini - Msikitini - Migombani - Ngalinje | Mtonya - Mapinduzi - Umoja - Mjimwema - Matawala - Namasimba - Minazini - Pachani A - Pachani B |

## Wirtschaft und Infrastruktur
- Bildung: Im Bezirk gibt es keine weiterführende Schule.[8]
- Gesundheit: In den Gemeinden Mindu,[9] Liwangula[10] und Mtonya[11] gibt es je eine staatliche Apotheke.

## Sonstiges
In den Jahren 2016 bis 2020 hat die Diözese Masasi der Anglikanischen Kirche mit Hilfe der Anglikanische Kirche von Kanada und des Primate's World Relief and Development Fund die Apotheken in Mindu und Liwangula mit solarer Energieversorgung ausgerüstet.